# Санта Клара (Њу Мексико)
Санта Клара (енгл. Santa Clara) град је у америчкој савезној држави Њу Мексико.

## Демографија
По попису из 2010. године број становника је 1.686, што је 258 (-13,3%) становника мање него 2000. године.
| Група             | 2000.         | 2010.         |
| Белци             | 284 (14,6%)   | 282 (16,7%)   |
| Афроамериканци    | 7 (0,4%)      | 14 (0,8%)     |
| Азијати           | 1 (0,1%)      | 1 (0,1%)      |
| Хиспаноамериканци | 1.623 (83,5%) | 1.349 (80,0%) |
| Укупно            | 1.944         | 1.686         |